# Emma Verlinden
Emma Verlinden (14 februari 2000) is een Vlaamse actrice uit Mechelen.
Ze is vooral bekend als Nola uit de langspeelfilm Labyrinthus en Robin uit de serie Kattenoog op vtmKzoom en RTL Telekids, waarin ze samen met haar broer, Warre Verlinden, te zien is. Verder vertolkte Emma diverse andere televisierollen en is ze te zien in de serie Undercover. Ze speelde als kind ook mee in musicals zoals Annie en  Oliver!, waarin ze deel uit maakte van het ensemble.

## Trivia
- Verlinden nam in 2014 voor de eerste keer deel aan de Kunstbende. Ze won de finale in Turnhout. In 2015 werd ze tweede.
- Samen met broer Warre Verlinden vormt ze het cabaretduo Warremma.